# Claude Nobs

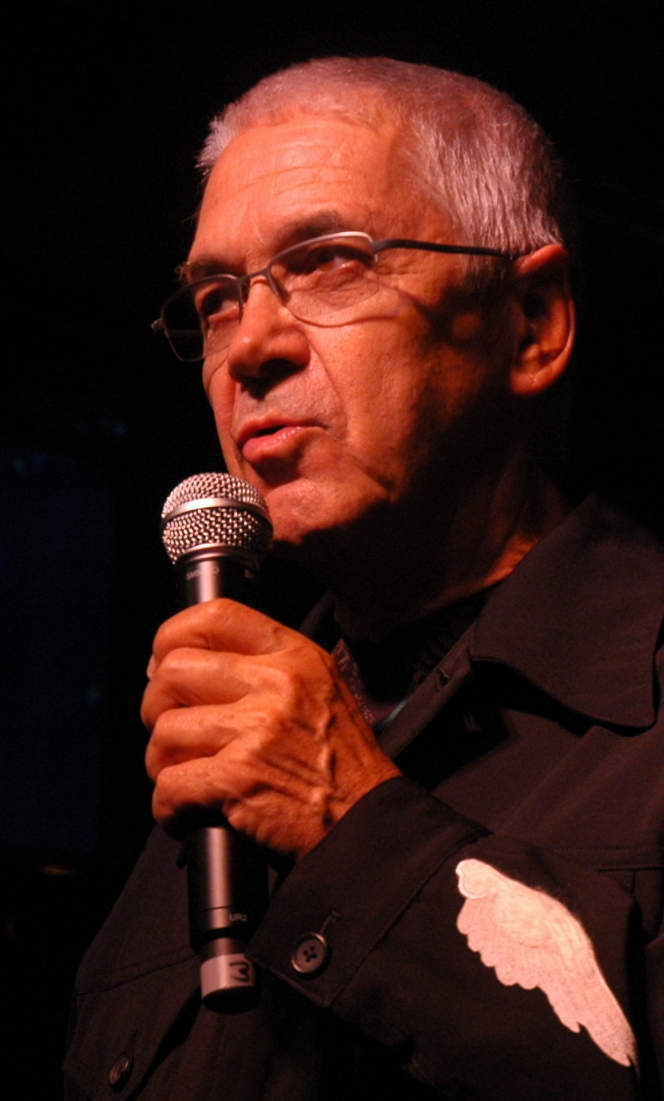
Claude Nobs (2006)

Claude Nobs (* 4. Februar 1936 in Territet; † 10. Januar 2013 in Lausanne) war ein Schweizer Kulturmanager. Er war Mitbegründer und langjähriger Leiter des Montreux Jazz Festivals.

## Leben

### Jugend und Ausbildung
Claude Nobs’ Vater Henri Nobs, der aus Bern stammte, war der Dorfbäcker von Territet und Montreux, seine Mutter eine Krankenschwester aus Zürich, die in der Klinik von Territet arbeitete. Sie heirateten 1931, woraufhin seine Mutter ihre Arbeit in der Klinik aufgab und stattdessen in der Bäckerei mitarbeitete. Claude Nobs hatte einen vier Jahre älteren Bruder und eine vier Jahre jüngere Schwester.
Am Ende seiner Schulzeit hatte Nobs fast alle Prüfungen bestanden, doch im Fach Mathematik fiel er wiederholt durch. Da er sich nicht bemühte, verlor sein Vater die Geduld und verlangte von ihm, dass er sich für eine Arbeit entschied und seinen Lebensunterhalt selbst verdiente. Nobs beschloss, Koch zu werden. Ein Bekannter seines Vaters verschaffte ihm eine Lehrstelle bei einem Chef in einem Hotel in Basel. Er blieb zweieinhalb Jahre dort und lernte in dieser Zeit neben Kochen, für das er eine Leidenschaft entwickelte, auch Deutsch. Er schloss die Ausbildung mit der bestmöglichen Note ab.
Nobs, nun 21 Jahre alt, wollte seine Ausbildung auf der prestigeträchtigen Hotelfachschule Lausanne abrunden. Um das Schulgeld zu verdienen, nahm er in Zürich eine Stelle im großen Team des Restaurants an, das zur wichtigsten Konzerthalle Zürichs gehörte. Nach etwas über einem Jahr konnte er es sich leisten, den ersten Kurs der Lausanner Hotelfachschule zu besuchen, in dem die Berufe Kellner, Bartender und Maître d’hôtel gelehrt wurden. Die für den Kurs notwendigen fünf Monate praktischer Arbeit absolvierte er in einem Hotel in Düsseldorf.
Nach Abschluss der Ausbildung an der Hotelfachschule nahm Nobs einen Job bei einer Bank in Montreux an, um mehr Erfahrungen im Finanzwesen zu sammeln. In Basel hatte er über die Sendung „For those who love Jazz“ des Radiosenders Europe One den Jazz entdeckt. Er hörte zum ersten Mal Ray Charles, Joe Turner und John Coltrane. Seitdem hatte er viele Konzerte besucht und auch eine Plattensammlung zu Jazz begonnen. Nun engagierte er sich bei den Pfadfindern, wo er Kurse in Kochen aber auch Jazzseminare anbot und eine Theatergruppe gründete. Nach einem Jahr bei der Bank wechselte er zum nationalen Schweizer Tourismusbüro in Paris. Obwohl ihm Paris gefiel, befriedigte ihn die Arbeit nicht. Daher wandte er sich bald an den Leiter des Fremdenverkehrsbüros in Montreux, Raymond Jaussi, den er über seine ehrenamtliche Tätigkeit für die Pfadfinder kannte. Jaussi bot ihm eine Stelle als Buchhalter an. So kehrte Nobs Anfang der 1960er Jahre nach Montreux zurück.

### Tätigkeit für Fremdenverkehrsbüro Montreux

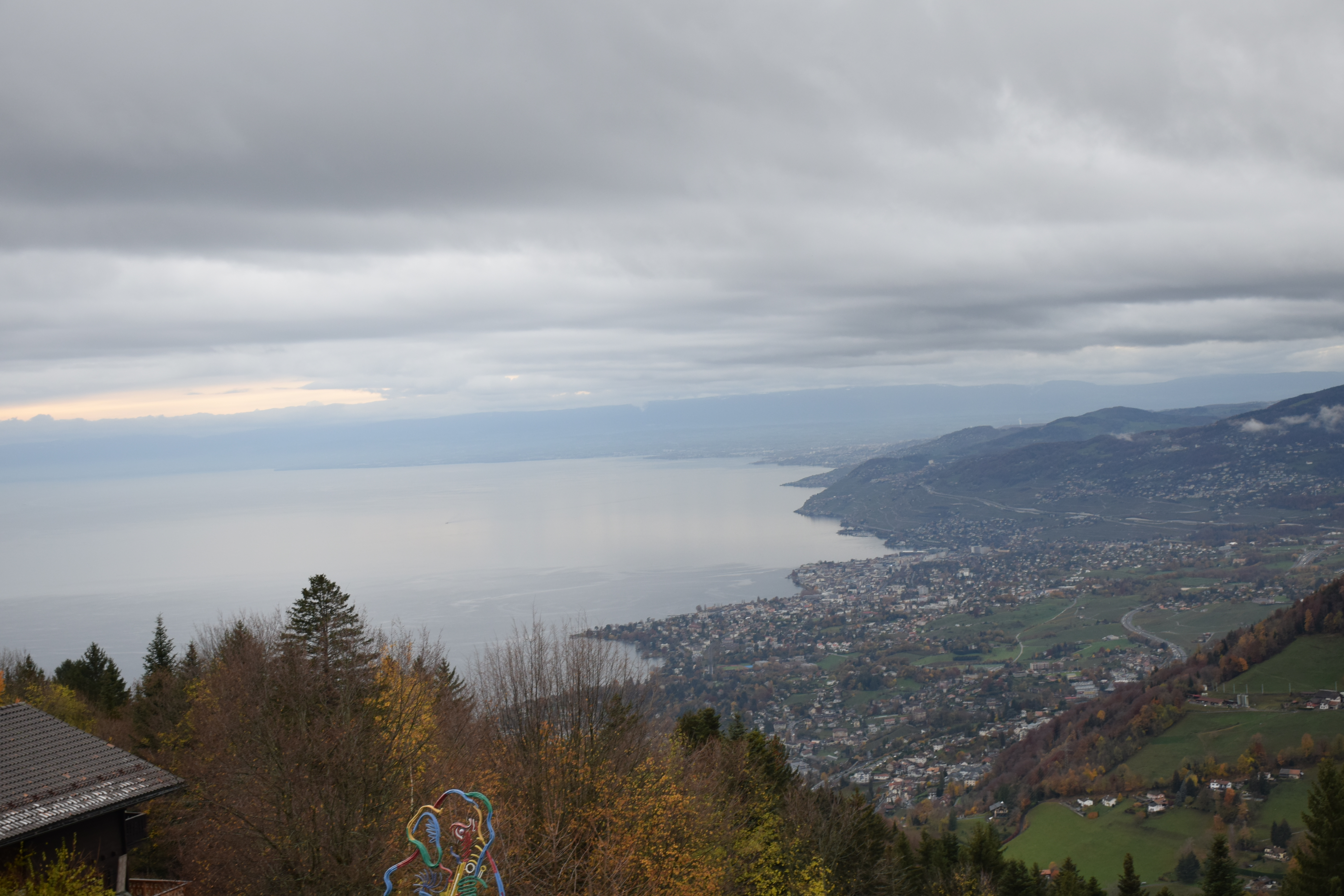
Blick auf Montreux von Claude Nobs' Chalet

Jaussi, der seit 1952 Leiter des Fremdenverkehrsbüros war, hatte in den 1950er Jahren begonnen, in Montreux Events wie das Fête des Narcisses über das Radio zu übertragen. 1961 organisierte er gemeinsam mit dem Schweizer Fernsehen und der Stadt Montreux sowohl das erste internationale Montreux Television Symposium und das Fernsehfestival Rose d’Or in Montreux. Nachdem er seine neue Stelle angetreten hatte, organisierte Nobs gemeinsam mit Freunden Kulturveranstaltungen für die Jugend Montreux’. Dann gewann er seinen Chef dafür, im Rahmen der Jugendveranstaltungen kleine Blueskonzerte mit Curtis Brown, Big Boy Crudup, Champion Jack Dupree und John Lee Hooker anzubieten. Jaussi erkannte, dass Nobs diese Arbeit mehr lag und stellte eine andere Person für die Buchhaltung ein. Von da an war Nobs relativ frei, Ideen für das Fremdenverkehrsbüro zu entwickeln.
Jaussi arrangierte, dass Nobs in Teilzeit an der Hotelschule in Glion unterrichtete. Als Hintergrund hierfür und zur Recherche für das Fremdenverkehrsamt schickte er Nobs 1965 in die USA, um sich dort die besten Hotels anzuschauen. Bei seinem Zwischenstopp in Chicago besuchte er Willie Dixon, den Kontakt hatte ihm ein Bekannter vermittelt. Beim nächsten Stopp in New York ergriff er die Gelegenheit, einen Abend im Apollo Theatre in Harlem zu verbringen. Zudem beschloss er spontan, Nesuhi Ertegün, den Präsidenten des Plattenlabels Atlantic Records, zu besuchen. Die beiden Männer fanden sofort einen Draht zueinander und Ertegün setzte ihn auf die Mailingliste für alles, was Atlantic Records veröffentlichte. Bei Ertegün traf Nobs auch auf Roberta Flack und lud sie für 500 Dollar zum Rose d’Or in Montreux ein. Darüber hinaus besuchte Nobs John Hammond bei Columbia Records.
1967 organisierte Nobs zusammen mit Géo Voumard und René Langel das erste Montreux Jazz Festival mit einem bescheidenen Budget von knapp 10'000 Schweizer Franken und einem Konzert von Charles Lloyd und seinem Quartett (Keith Jarrett, Ron McClure und Jack DeJohnette). Dank einer Medienpartnerschaft mit dem Schweizer Radio wurden die Konzerte aufgezeichnet, was für eine breite Berichterstattung bis in die USA sorgte. Das Festival war sofort ein großer Erfolg. Parallel organisierte Nobs weiterhin Konzerte für die Rose d’Or und andere Veranstaltungen in Montreux. Für die Fernsehpreisverleihung 1968 liess er sogar das Musical Hair mitsamt Bühnenbild und dem gesamten Team von London nach Montreux einfliegen.

### Montreux Jazz Festival

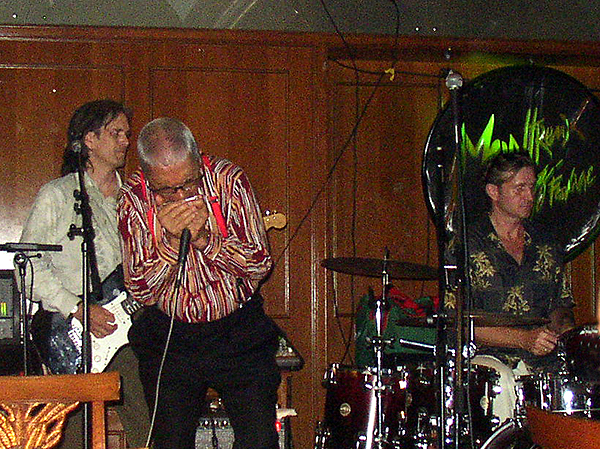
Claude Nobs mit Charlie Morris Band (2007)

Nobs baute „sein“ Festival schnell zu einer international beachteten Veranstaltung aus, bereiste selbst intensiv die Heimatländer der Musiker (vor allem Nord- und Südamerika) und knüpfte enge Bande zu zahlreichen weltbekannten Musikern, Produzenten und Promotern. Beim zweiten Festival nahm Bill Evans ein Live-Album auf, das später mit einem Grammy gekrönt wurde und dessen Cover das Schloss von Chillon in der Nähe von Montreux zeigte. Als Nobs im darauffolgenden Jahr die erste Rockgruppe Ten Years After engagierte, wurde dies heftig kritisiert. Das Konzert von Les McCann und Eddie Harris mit Benny Bailey beim Festival in diesem Jahr verließ mit seinen Funk-Elementen die engen Grenzen des Jazz. Die Live-Aufnahme dieses Konzerts (Swiss Movements) gilt als eine der besten und bekanntesten Jazz-Alben dieser Zeit und wurde auch als musikalische Antwort auf die Puristen gedeutet.
Claude Nobs begann bald, jeden Monat Konzerte mit Künstlern wie Pink Floyd, Chicago oder Santana zu organisieren. Montreux entwickelte sich zu einer wichtigen Stätte für Popmusikkonzerte. Während eines Konzerts von Frank Zappa im Jahr 1971 zündete ein Fan einen Feuerwerkskörper, der in der Decke des Casinos stecken blieb und das Gebäude in Brand setzte. Menschen kamen nicht zu Schaden, doch das Casino von Montreux brannte bis auf die Grundmauern nieder. Die schwarze Rauchwolke, die sich langsam über den See ausbreitete, inspirierte die Mitglieder von Deep Purple, die das Konzert besucht hatten, zu dem Lied „Smoke on the Water“. Das Lied, das sich zu einem Hit entwickelte, beschreibt den Brand und erwähnt Nobs als „Funky Claude“ („Funky Claude was running in and out/Pulling kids out the ground“).

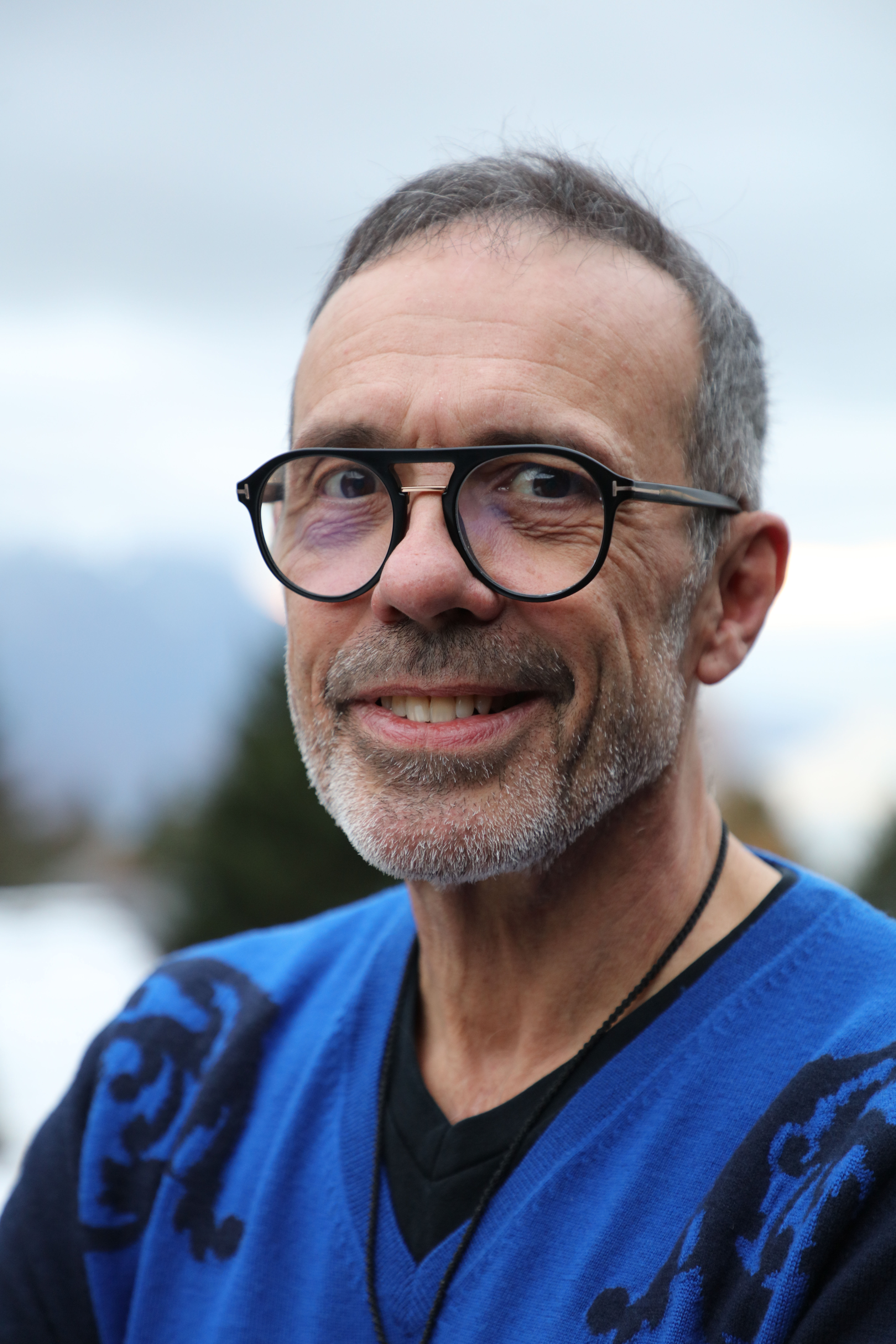
Thierry Amsallem (2022)

1973 wurde Claude Nobs zum Direktor der WEA Records ernannt, in der die Labels Warner, Elektra und Atlantic zusammengefasst waren. Vor allem bei Atlantic waren legendäre Künstler wie Ella Fitzgerald und Sonny Rollins und viele andere unter Vertrag, die fortan im Sommer an den Genfersee pilgerten, um ihre Konzerte zu geben. Zudem kamen die Musiker – auf mehr oder weniger sanften Druck von Nobs – auch in ungewöhnlichen Konstellationen zu vielbeachteten Jamsessions zusammen. Wegen der anhaltenden Kritik wegen der Öffnung für andere Musikrichtungen beschloss Nobs Mitte der 70er Jahre, den Namen des Festivals in „Montreux International Festival“ zu ändern.
Auch die Rockband Queen nutzte den durch Nobs als Genius Loci für Jazz-, Pop- und Rockmusiker aller Stilrichtungen bekannt gemachten Ort für mehrere Aufnahmen.
Ende der 1980er Jahre lernte Claude Nobs den jungen Franzosen Thierry Amsallem (* 1964) kennen und sie begannen eine Beziehung. Davor hatte Nobs mehrere Beziehungen zu Frauen gehabt. 20 Jahre später ließen sie ihre Partnerschaft offiziell eintragen.
In den 1990er-Jahren teilte sich Nobs die Leitung des Festivals für einige Zeit mit dem amerikanischen Musiker, Komponisten, Arrangeur und Produzenten Quincy Jones. Häufiger Gast in dieser Zeit war auch Miles Davis.

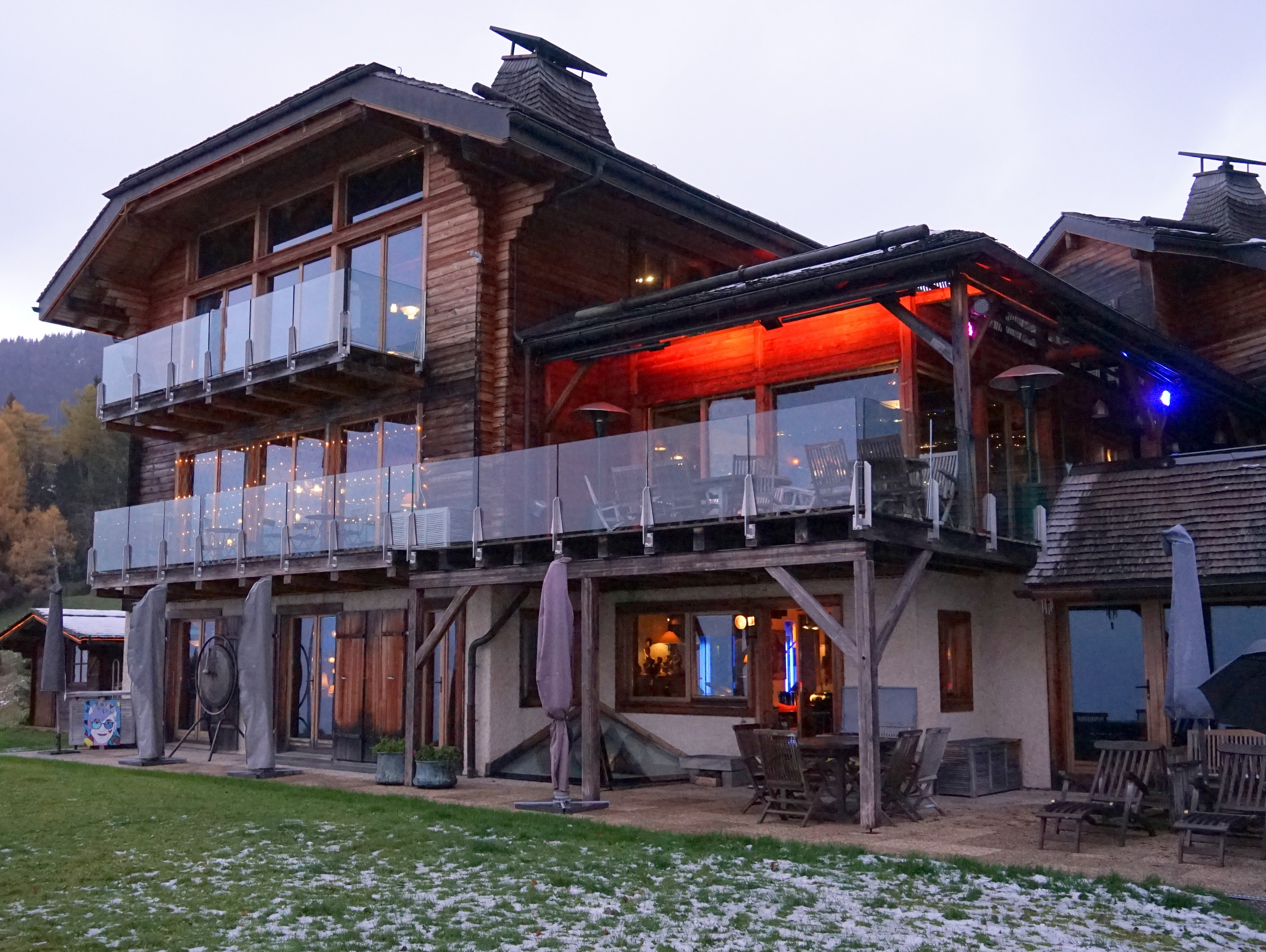
Claude Nobs' Chalet

2001 zog sich Nobs von der Leitung von Warner Switzerland zurück. Seit 2008 war er Patronatsmitglied des Zermatt Unplugged. Er besass über 200'000 Tonträger, welche er gerne in seinem Chalet Le Picotin in Caux hoch über Montreux hörte. Von 2006 bis zu seinem Tod wohnte er in seinem neuerbauten Chalet Le Grillon 200 Meter entfernt, während im Le Picotin sein langjähriger Lebenspartner lebte.
Im April 2010 gab Nobs die operative Leitung des Montreux Jazz Festivals infolge gesundheitlicher Probleme mit dem Rücken an sein Team und insbesondere an seinen designierten Nachfolger Mathieu Jaton ab. Die strategische Leitung hatte er weiterhin inne.
Nobs verunglückte am 24. Dezember 2012 beim Skilanglauf in Caux und musste sich einer Operation unterziehen. Nach dem Eingriff verblieb er bis zu seinem Tod am 10. Januar 2013 im Koma.
Nach seinem Tod erbte sein Lebenspartner Thierry Amsallem seine Chalets und die Archive des Festivals. Er beschloss, die Claude Nobs Foundation im Namen von Claude Nobs zu gründen und ihr die Archive, den Namenszug und das Logo von Claude Nobs zu übertragen.

## Auszeichnungen und Ehrungen

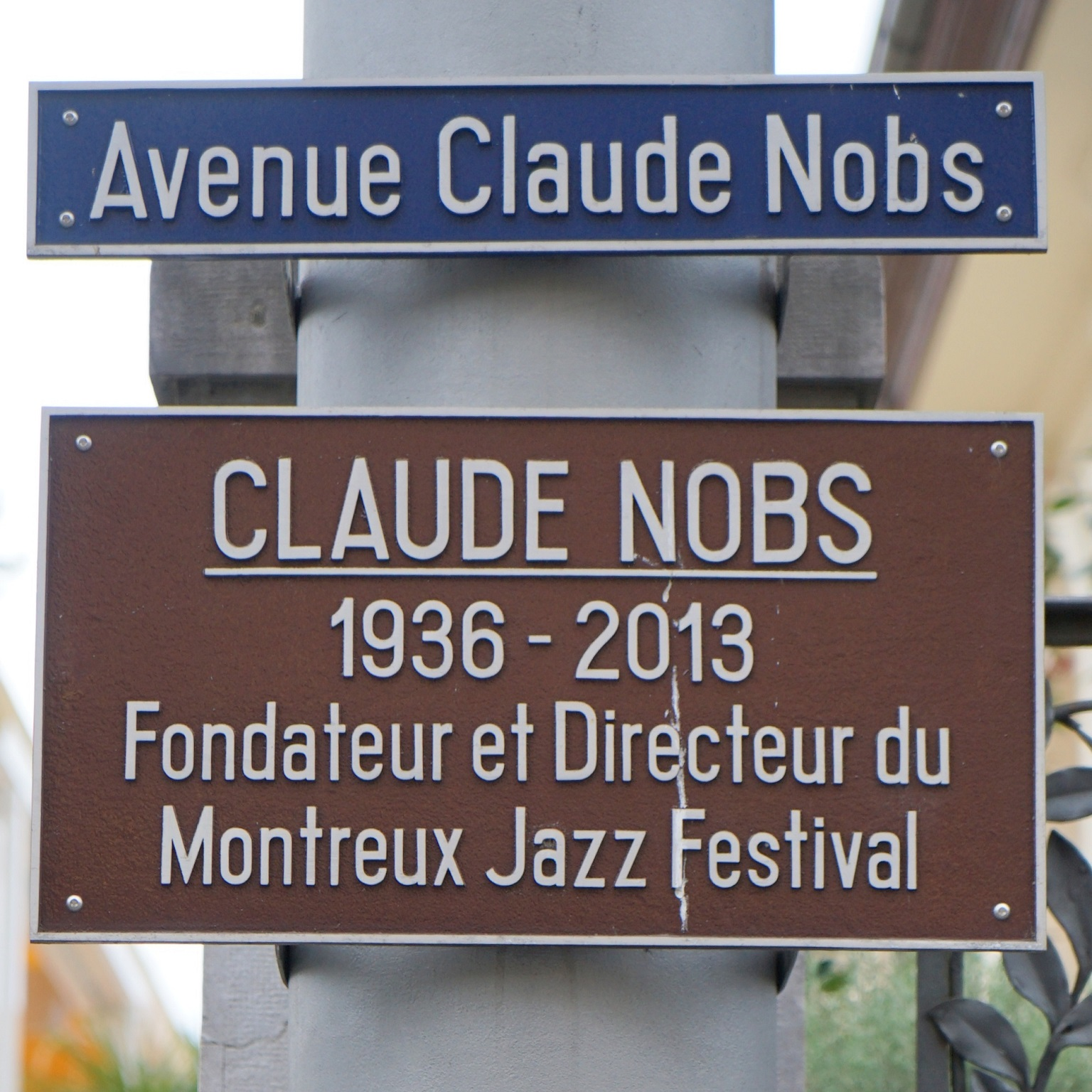
Avenue Claude Nobs in Montreux

- Für seinen Beitrag für den Tourismus wurde Nobs am 25. September 2004 mit dem Tourismuspreis der Schweizer Edition Salz & Pfeffer ausgezeichnet, die Laudatio bei der Preisverleihung im Lake Side Casino von Zürich hielt Alexander Pereira, der damalige Direktor des Opernhauses Zürich.
- Ebenfalls 2004 wurde er von der Waadtländer Kunststiftung in «Anerkennung seiner Verdienste zu Gunsten der Musik» mit dem Prix du Rayonnement ausgezeichnet.
- 2004 wurde Nobs vom Time Magazine als „European Hero“ ausgerufen.[9]
- 2006 erhielt Nobs einen Ehrendoktor von der École polytechnique fédérale de Lausanne (EPFL).[9]
- 2006 Down Beat Lifetime Achievement Award des Jazzmagazins Down Beat[9]
- 2007 Commandeur de Ordre des Arts et des Lettres[9]
- 2011 wurden Nobs und Quincy Jones von den Vereinigten Staaten für ihr Lebenswerk ausgezeichnet. Bei der Preisverleihung hiess es, sie seien „die wahren Botschafter Amerikas“.[19]
- 2012 zeichnete die Jazz Foundation of America in New York Nobs mit dem Dr. Billy Taylor Humanitarian Award für sein Schaffen aus.[20]
- 2022 war im Schweizer Fernsehen die Weltpremiere der drei-teiligen Dokumentar-Miniserie They all came out to Montreux des britischen Regisseurs Oliver Murray über das Leben und Wirken Claude Nobs.[13]

## Trivia
- Claude Nobs machte 1978 die unter Jethro-Tull-Fans legendäre Ansage «Gueten Abig mitenand, und herzliche Willkommen in Festhalle Bern!» (plus weitere Sprachen) zu Beginn des Livealbums Jethro Tull live – Bursting Out.
- 2006 begleitete «Funky Claude» Deep Purple während ihres Montreux Jazz Festival-Auftritts bei der Zugabe «Black Night» mit der Mundharmonika.